# Barbula helvetica
Barbula helvetica är en bladmossart som beskrevs av Kindberg 1896. Barbula helvetica ingår i släktet neonmossor, och familjen Pottiaceae. Inga underarter finns listade i Catalogue of Life.